# Pep & Rash
Pep & Rash est un duo de disc jockeys et producteurs néerlandais originaire d'une petite ville en Zélande.

## Discographie

### Singles
- 2013 : Rocksus [NewLight Records]
- 2013 : Hai Hai Hai [Bongo Tone]
- 2013 : Epifania (avec Funky Ro) [Bongo Tone]
- 2013 : Te Te Ma [Bongo Tone]
- 2013 : Unda (avec Santos Suarez) [Moganga]
- 2014 : Fatality (Quintino Edit) [SPRS]
- 2015 : Rumors [Spinnin Deep (Spinnin)]
- 2015 : Red Roses [Spinnin Records]
- 2015 : Red Roses (Let Her Go) (Vocal Edit) [Spinnin Records]
- 2015 : Sugar (avec Shermanology) [Spinnin Deep (Spinnin)]
- 2015 : White Rabbit (avec Sander van Doorn) [Spinnin Records]
- 2016 : Love The One You're With [Spinnin Records]
- 2017 : Break Down (avec D-Double) [Musical Freedom]

### Remixes
- 2013 : Jay Ennes, Troy Denari - When You Say This (Pep & Rash Uk Mix) [Madhouse Records]
- 2013 : Santos Suarez - Pipa (Pep & Rash Remix) [Bongo Tone]
- 2015 : Tchami feat. Kaleem Taylor - Promesses (Pep & Rash Remix) [?]
- 2015 : Alesso - Sweet Escape (Pep & Rash Remix) [Refune Records]
- 2015 : Headhunterz, Haris, Hardwell - Nothing Can Hold Us Down (Pep & Rash Remix) [Revealed Recordings]